# Aloysio de Oliveira
Aloysio de Oliveira  (Rio de Janeiro, 30 de dezembro de 1914 - Los Angeles, 4 de fevereiro de 1995) foi um produtor musical, cantor, compositor, dublador, músico e locutor brasileiro. Oliveira foi uma figura-chave na internacionalização da música popular brasileira. Ele participou de toda a carreira de Carmen Miranda no exterior, como membro e fundador do Bando da Lua, um conjunto musical criado em 1929. Após a morte de Carmen Miranda em 1955, o grupo se desfez.
De volta ao Brasil, Oliveira assumiu a direção da Odeon Records e, em 1963, fundou a emblemática gravadora Elenco. Sob sua liderança, a Elenco lançou dezenas de discos e revelou importantes nomes da bossa nova, como Tom Jobim.

## Biografia

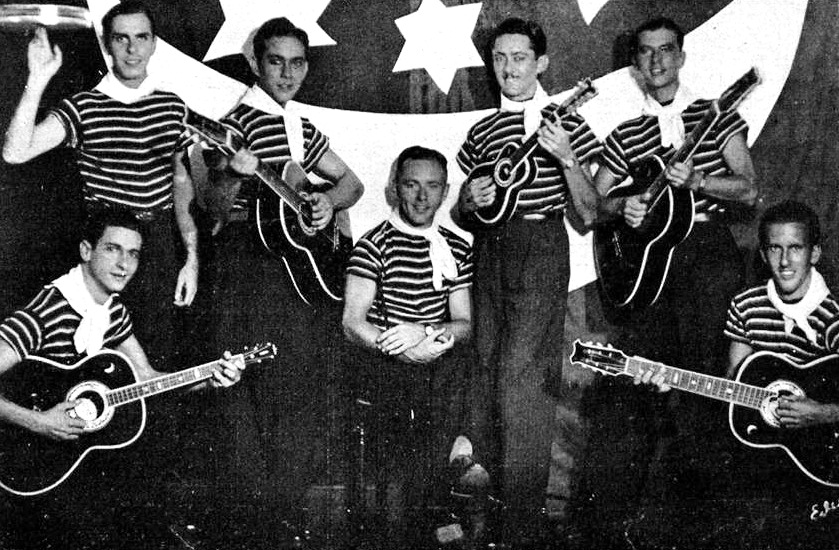
O Bando da Lua em 1934.

Carioca, Aloysio de Oliveira nasceu em 1914 na Vila Martins da Mota, no bairro do Catete. Desde pequeno, desenvolveu uma forte relação com a música.
A formação do Bando da Lua representou sua primeira grande experiência na música popular. Por volta de 1928, o conjunto gravou seu primeiro disco na Brunswick Records, com as faixas "Que Tal a Vida" e "Tá de Mona", tendo Aloysio como solista de um lado e Castro Barbosa do outro. Castro, posteriormente, formou uma dupla com Jonjoca (João de Freitas Ferreira), nos moldes de Mário Reis e Francisco Alves. Em 1930, o Bando da Lua transferiu-se para a Odeon Records, onde gravou a canção "Opa! Olha a Funzonca Que Hoje Não Tá Sopa", que se tornou o primeiro grande sucesso do conjunto. Contudo, foi na RCA Records, em 1932, que o grupo realmente se projetou nacionalmente, lançando até 1939 cerca de 60 discos.
Mais tarde, em 1939, Aloysio viajou para os Estados Unidos com Carmen Miranda. Em 1940, de volta ao Brasil, ele fez várias gravações, incluindo "O Samba da Minha Terra", de Dorival Caymmi, que se tornou um grande sucesso.
Na década de 1940, Aloysio começou a trabalhar com Walt Disney em trilhas sonoras e na dublagem brasileira dos filmes do estúdio. Ele foi o diretor de criação da Disney Character Voices International Inc. de 1941 até 1974, quando foi substituído por Telmo de Avelar. Aloysio também atuou como consultor da Disney no Brasil, contribuindo para a criação do personagem Zé Carioca. Além disso, foi narrador de documentários e dublador de desenhos animados, sendo responsável pelas falas do Capitão Gancho no filme Peter Pan e do Tigrão em As Extras Aventuras do Ursinho Puff.
Em 1942, Aloysio cantou "Aquarela do Brasil", de Ary Barroso, no filme Alô, Amigos. No ano seguinte, em Você Já Foi à Bahia? (1944), participou tanto como ator quanto na trilha sonora. Além disso, dirigiu o Bando da Lua em sua nova fase, de 1949 até seu término, ocorrido em 5 de agosto de 1955, com a morte de Carmen Miranda. Após essa perda, o grupo se desfez, e Aloysio retornou ao Brasil no ano seguinte, onde se tornou diretor artístico da gravadora Odeon (atual EMI) e atuou na Rádio Mayrink Veiga, junto com Aurora Miranda e Vadico.

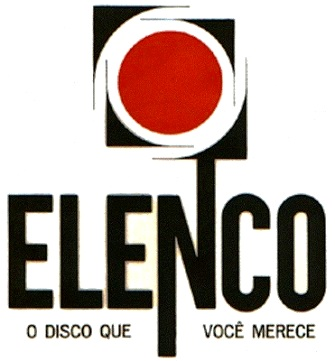
A Elenco Records, gravadora criada por Oliveira.

Em 1959, ele foi responsável pelo lançamento do LP Chega de Saudade, de João Gilberto, um marco da bossa nova. No ano seguinte, transferiu-se da Odeon para a Philips (atual Universal Music), onde permaneceu por oito meses.
Em 1963, Aloysio fundou sua própria gravadora, a Elenco Records, onde lançou importantes nomes da música popular brasileira, como Tom Jobim, Vinicius de Moraes (sendo o primeiro LP da Elenco Vinicius & Odete Lara), Baden Powell, Sergio Mendes, João Donato, Dick Farney e Sylvia Telles, além das estreias de Edu Lobo e Nara Leão. Ele também produziu álbuns antológicos, como Caymmi visita Tom, Vinicius & Caymmi no Zum Zum e Edu e Bethania, assim como o álbum ao vivo de Maysa no Au Bon Gourmet.
Foi na década de 1960 que Aloysio compôs diversas canções célebres em parceria com Tom Jobim, incluindo "Dindi", "Só Tinha de Ser com Você", "Inútil Paisagem" e "Eu Preciso de Você". Em 1968, após a extinção da Elenco, ele voltou aos Estados Unidos, onde produziu discos de artistas brasileiros na Warner Music. Retornou ao Brasil em 1972, atuando como produtor musical em diversas gravadoras, como Odeon, RCA Victor e Som Livre. Onze anos depois, em 1983, publicou o livro de memórias De Banda pra Lua (Ed. Record).
Mais recentemente, em 2004 e 2005, alguns discos do selo Elenco foram remasterizados e lançados em CD pela Universal Music. Em setembro de 2011, o Canal Brasil exibiu o especial Elenco – A Casa da Bossa Nova, uma minissérie dividida em cinco episódios, apresentada por Charles Gavin, que narra a história da lendária gravadora comandada por Aloysio. A série conta com depoimentos de César Villela e do jornalista Ruy Castro.

## Vida pessoal e morte
Aloysio casou-se pela primeira vez em 1944 com Nora, uma secretária da Disney, com quem teve uma filha, Luise. Seu segundo casamento foi com Nikky Walker. Em 1960, casou-se em Las Vegas com Sylvia Telles, cantora que ele lançou, mas o casal se divorciou em 1964.
Posteriormente, Aloysio casou-se com a cantora Cyva, do Quarteto em Cy. Nos anos 1930, teve um romance com Carmen Miranda, com quem manteve amizade até o fim de sua vida. Aloysio afirmou em uma entrevista ao Jornal do Brasil em 1988: "Éramos muito jovens na época, mas depois fomos grandes amigos até o fim de sua vida". Carmen engravidou dele, mas decidiu fazer um aborto, e o relacionamento terminou em comum acordo.
Seu último casamento foi com Margot Brito, que durou até sua morte, em 4 de fevereiro de 1995, devido a câncer de pulmão em Los Angeles, onde residia. Ele estava internado no Hospital Saint Joseph Medical Center desde 7 de novembro de 1994. O corpo de Aloysio foi cremado.

## Filmografia

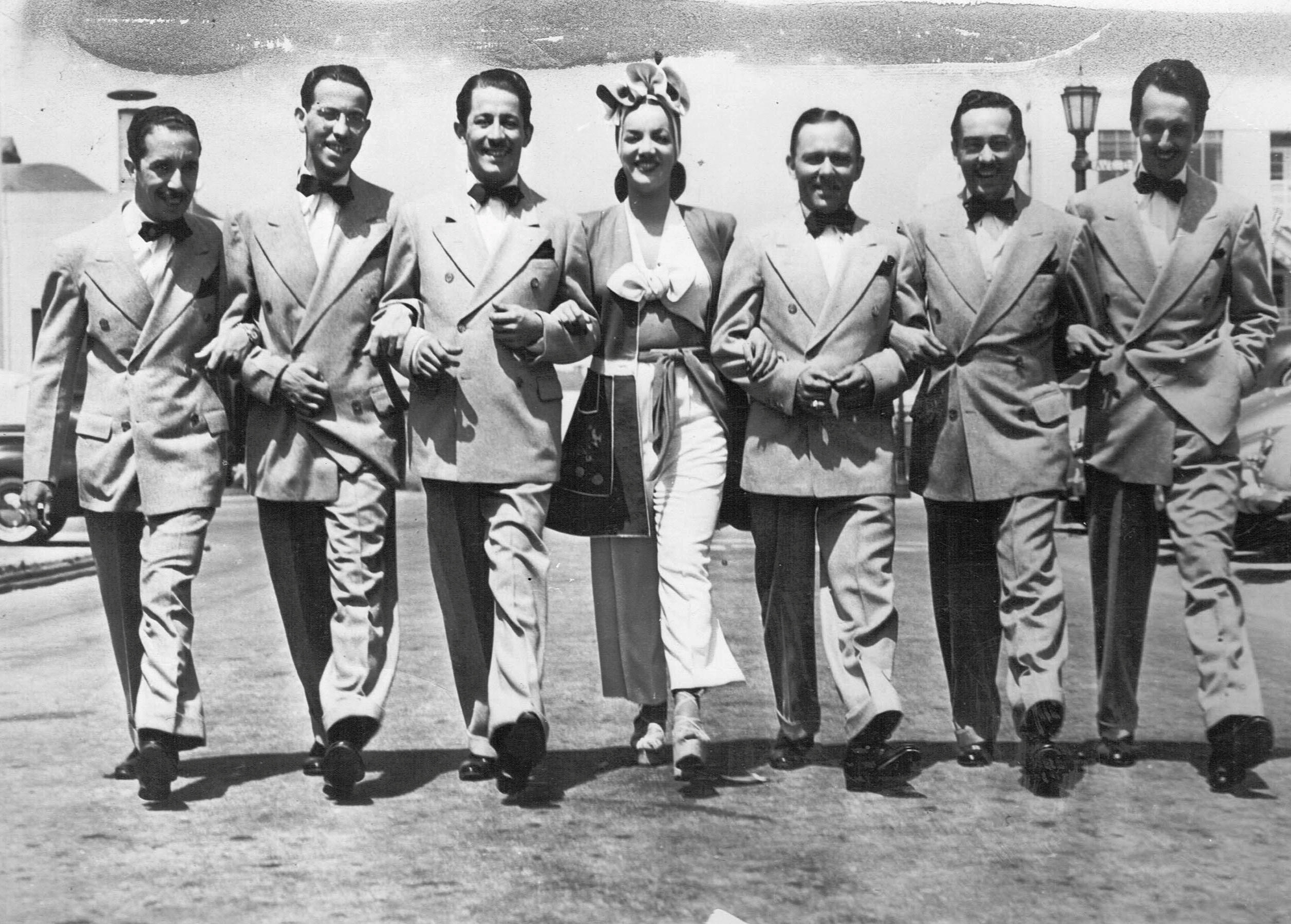
Carmen Miranda (ao centro) com o Bando da Lua durante intervalo das filmagens do filme, Minha Secretária Brasileira em 1942.

| Ano  | Trabalho                               | Papel                     | Notas                            |
| ---- | -------------------------------------- | ------------------------- | -------------------------------- |
| 1935 | Estudantes                             | Ele mesmo                 | Bando da Lua                     |
| 1935 | Alô, Alô, Brasil                       | Ele mesmo                 | Bando da Lua                     |
| 1936 | Alô Alô Carnaval                       | Ele mesmo                 | Bando da Lua                     |
| 1939 | Banana da Terra                        | Ele mesmo                 | Bando da Lua                     |
| 1940 | Down Argentine Way                     | Ele mesmo                 | Bando da Lua                     |
| 1941 | Uma Noite no Rio                       | Ele mesmo                 | Bando da Lua                     |
| 1941 | Week-End in Havana                     | Ele mesmo                 | Bando da Lua                     |
| 1942 | Minha Secretária Brasileira            | Ele mesmo                 | Bando da Lua                     |
| 1942 | Saludos Amigos                         |                           | Narrador/Voz: Aquarela do Brasil |
| 1944 | Você já foi à Bahia?                   |                           | Narrador                         |
| 1946 | Música, Maestro!                       | Cantor                    | Dublagem brasileira              |
| 1950 | Nancy Goes to Rio                      | Ele mesmo                 | Bando da Lua                     |
| 1950 | Cinderela                              | Grão-Duque                | Voz                              |
| 1953 | Morrendo de Medo                       | Ele mesmo                 | Bando da Lua                     |
| 1953 | Peter Pan                              | Capitão Gancho e Narrador | Voz                              |
| 1955 | Lady and the Tramp                     | Tramp                     | Voz                              |
| 1959 | A Bela Adormecida                      |                           | Narrador                         |
| 1961 | 101 Dálmatas                           | Collie                    | Voz                              |
| 1963 | A Espada Era a Lei                     |                           | Narrador                         |
| 1973 | Robin Hood                             | Galo Trovador             | Voz                              |
| 1977 | As Muitas Aventuras do Ursinho Puff    | Tigre e Narrador          | Voz                              |
| 1995 | Carmen Miranda: Bananas is my Business | Ele mesmo                 |                                  |
| 1996 | Carmen Miranda: The South American Way | Ele mesmo                 | Episódio da série "Biography"    |